# كالي هرنانديز
كالي هرنانديز (بالإنجليزية: Callie Hernandez)‏ هي ممثلة أمريكية، ولدت في 24 مايو 1995 بأوستن في الولايات المتحدة.

## أعمال

### أفلام
- (2013) ماشيتي يقتل
- (2014)  سيدة لتقتل من أجلها[4][5][6][7]
- (2016) ساحرة بلير
- (2016) لا لا لاند[8]
- (2017)  كوفينانت[9][10]
- (2018) تحت بحيرة الفضة

## وصلات خارجية
- كالي هرنانديز على موقع IMDb (الإنجليزية)
- كالي هرنانديز على موقع ألو سيني (الفرنسية)
- كالي هرنانديز على موقع ميوزك برينز (الإنجليزية)
- كالي هرنانديز على موقع أول موفي (الإنجليزية)
- كالي هرنانديز على موقع قاعدة بيانات الفيلم (الإنجليزية)
- كالي هرنانديز على موقع كينوبويسك (الروسية)